# Viuda Negra (personaje)
Viuda Negra (inglés: Black Widow; ruso: Чёрная Вдова; transliterado Chyornaya Vdova) (Natalia Alianovna "Natasha" Romanova; ruso: Наталья Альяновна "Наташа Романоф" Романова) es una personaje de los cómics estadounidenses publicados por Marvel Comics. Creada por el editor y trazador Stan Lee, el guionista Don Rico y el artista Don Heck, el personaje debutó como enemiga de Iron Man en Tales of Suspense #52 (abril de 1964).Se reformó como heroína en The Avengers #30 (1966) y su diseño principal fue introducido en The Amazing Spider-Man #86 (1970). Viuda Negra ha sido la personaje principal de varios números de cómics desde 1970, y recibió su propia serie Black Widow en 1999. Con frecuencia es un personaje secundario en The Avengers y Daredevil.
La personaje de Viuda Negra es presentada como una espía de la Unión Soviética hasta que deserta a los Estados Unidos. Posteriormente ella se une a la agencia de inteligencia S.H.I.E.L.D., se asocia con Daredevil y se encuentra con una Viuda Negra rival en Yelena Belova. Aunque no tiene superpoderes distintivos, fue aumentada en la Habitación Roja para aumentar su fuerza y reducir su envejecimiento. Tiene entrenamiento en combate y espionaje, y maneja un brazalete en cada brazo que dispara descargas eléctricas y proyecta cables para atravesar rascacielos.
Las historias de Viuda Negra a menudo exploran su lucha por definir su propia identidad como espía y el trauma que sufrió durante su vida de entrenamiento en la Habitación Roja. Las primeras historias enfatizaban su origen soviético, retratando a sus superiores como malvados y contrastándola con superhéroes estadounidenses más nobles. El estatus de Viuda Negra como personaje femenino principal ha influido en su interpretación, que a menudo era contradictoria a medida que los cómics lidiaban con el conflicto entre los roles de género tradicionales y la segunda ola del feminismo. El personaje está muy sexualizado tanto por los artistas como por los personajes con los que interactúa.
La actriz estadounidense Scarlett Johansson retrató el personaje en las películas del Universo Cinematográfico de Marvel en Iron Man 2 (2010), The Avengers (2012), Captain America: The Winter Soldier (2014), Avengers: Age of Ultron (2015), Capitán América: Civil War (2016), Avengers: Infinity War (2018), Capitana Marvel en su cameo y Avengers: Endgame (2019) sacrificándose por la Gema del Alma y en su propia película para Black Widow (2021). Lake Bell expresa versiones de realidad alternativa del personaje de la serie animada de Disney+ What If...? (2021).

## Historia de publicación
Las primeras apariciones de la Viuda Negra fueron como una antagonista espía rusa recurrente, sin disfraces, en la película "Iron Man", comenzando en Tales of Suspense # 52 (abril de 1964). Cinco números más tarde, recluta para su causa al enamorado arquero disfrazado y más tarde al superhéroe Ojo de Halcón. Más tarde, su gobierno le proporciona su primer disfraz de la Viuda Negra y armamento de alta tecnología, pero finalmente deserta a los Estados Unidos después de aparecer, con un lavado de cerebro temporal contra los EE. UU., en la serie del equipo de superhéroes The Avengers # 29 (julio de 1966). La Viuda luego se convierte en una aliada recurrente del equipo antes de convertirse oficialmente en su miembro número 16 muchos años después.
La Viuda Negra se actualizó visualmente en 1970: The Amazing Spider-Man # 86 (julio de 1970) la reintrodujo con cabello rojo hasta los hombros (en lugar de su anterior cabello corto y negro), un traje negro ceñido y muñequeras que disparaban hilos de araña.

## Biografía

### Primeros años
Natasha nació en Stalingrado (ahora Volgogrado), Rusia. La primera y más conocida Viuda Negra, es una agente rusa entrenada como espía, artista marcial y francotiradora, y equipada con un arsenal de armas de alta tecnología, que incluye un par de armas energéticas montadas en la muñeca y apodada "Piquete de la Viuda". No usa traje durante sus primeras apariciones, sino simplemente ropa de noche y un velo. Romanova finalmente deserta a Estados Unidos por razones que incluyen su amor por el arquero criminal convertido en superhéroe, Hawkeye.
Los primeros indicios de la infancia de Natasha Romanova provienen de Ivan Petrovich, quien se presenta como su chofer de mediana edad y confidente en Amazing Adventures de Black Widow de los años setenta. El hombre le cuenta a Matt Murdock cómo una mujer le había otorgado la custodia de la pequeña Natasha justo antes de su muerte durante la Batalla de Stalingrado en otoño de 1942. En consecuencia, se había sentido comprometido a criar a la huérfana como un padre sustituto y finalmente se había entrenada como Espía soviética, ansiosa por ayudar a su patria. En otro flashback, ambientado en la ficticia isla de Madripoor en 1941, Petrovich ayuda al Capitán América y al mutante, Logan, quien luego se convertiría en el súper agente canadiense y héroe disfrazado de Wolverine, para rescatar a Natasha de los nazis.
Una revisada reconectada de su origen, ella establece como ser levantado de la primera infancia por el programa "Operaciones Viuda Negra" de la URSS, en lugar de únicamente por Ivan Petrovich. Petrovich la había llevado al Departamento X, junto con otras huérfanas jóvenes, donde le habían lavado el cerebro y entrenada en combate y espionaje en la instalación encubierta de la "Habitación Roja". Allí, ella está mejorada biotecnológica y psicotecnológicamente, una contabilidad que proporciona una base racional para su vida útil inusualmente larga y juvenil. Durante ese tiempo ella tuvo algún entrenamiento bajo con el Soldado del Invierno, y la pareja incluso tuvo un breve romance. Cada Viuda Negra se despliega con recuerdos falsos para ayudar a asegurar su lealtad. Romanova finalmente descubre esto, incluido el hecho de que nunca, como ella había creído, había sido una bailarina. Además, descubre que la Habitación Roja todavía está activa como "2R".
Natasha fue organizada por la KGB para casarse con el famoso piloto de pruebas soviético Alexei Shostakov. Sin embargo, cuando el gobierno soviético decidió convertir a Alexei en su nuevo operativo, el Guardián Rojo, se le dice que no puede tener más contacto con su esposa. Le dicen a Natasha que murió y que está entrenado como agente secreto por separado.

### Los Vengadores
Romanova creció para servir como mujer fatal. Ella fue asignada para ayudar a Boris Turgenov en el asesinato del profesor Anton Vanko por desertar de la Unión Soviética, que sirvió como su primera misión en los Estados Unidos. Natasha y Turgenov se infiltraron en Industrias Stark como parte del plan. Ella intentó manipular información del contratista de defensa estadounidense Tony Stark, e inevitablemente se enfrentó a su alter ego superhéroe, Iron Man. La pareja luchó contra Iron Man, y Turgenov roba y usa el traje Dínamo Carmesí, Vanko se sacrificó para salvar a Iron Man, matando a Turgenov en el proceso, usando una pistola láser experimental inestable. Romanova luego se encuentra con el arquero criminal Hawkeye y lo pone en contra de Iron Man, y más tarde ayudó a Hawkeye a luchar contra Iron Man.
Natasha una vez más intentó hacer que Hawkeye la ayudará a destruir a Iron Man. La pareja casi tuvo éxito, pero cuando ella resultó herida, Hawkeye se retiró para llevarla a un lugar seguro. Durante este período, Romanova intentaba desertar de la Unión Soviética y comenzó a enamorarse de Hawkeye, lo que debilitó su lealtad a su país. Cuando sus empleadores se enteraron de la verdad, la KGB la hizo asesinar a tiros, enviándola a un hospital, lo que convenció a Hawkeye de cambiar e intentar unirse a los Vengadores.
La Habitación Roja la secuestra y le lava el cerebro nuevamente, y con el Espadachín y el primer Power Man, lucha contra los Vengadores. Finalmente se libera de su condicionamiento psicológico (con la ayuda de Hawkeye), y desertó exitosamente, teniendo más aventuras con Spider-Man, con Hawkeye y con Daredevil. Ella finalmente se une a los Vengadores como una heroína vestida ella misma.

### S.H.I.E.L.D. y Daredevil
Ella comienza a trabajar independientemente como agente del grupo de espionaje internacional S.H.I.E.L.D. Es enviada en una misión secreta a China por Nick Fury. Allí, con los Vengadores, lucha contra el coronel Ling, el general Brushov, y su exmarido el Guardián Rojo. Por un tiempo, como señaló el escritor Les Daniels en un estudio contemporáneo en 1971,

... su educación de izquierda fue utilizada mejor, y ella últimamente se ha dedicado a luchar contra tipos realistas de opresores de la gente. Ella ayuda a los jóvenes puertorriqueños a limpiar la corrupción policial y salva a los jóvenes hippies del crimen organizado.... [La página principal de Amazing Adventures # 3 (noviembre de 1970)] refleja la tendencia reciente hacia la participación de personajes fantásticos en problemas sociales contemporáneos, una movida que ha ganado amplia publicidad para Marvel y su competidor, DC.

Durante su relación romántica con Matt Murdock en San Francisco, opera como una superheroína independiente junto con el alter ego de Murdock, Daredevil. Allí ella intenta sin éxito encontrar una nueva carrera para ella misma como diseñadora de modas. Finalmente, su relación con Murdock se estanca, y luego de trabajar brevemente con los Vengadores finalmente termina con Murdock, por temor a que jugar "compinche" esté sublimándose en su identidad. Durante un intento de HYDRA de hacerse cargo de S.H.I.E.L.D., es torturada hasta el punto de regresar a una vieja identidad de portada de la maestra Nancy Rushman, pero Spider-Man la recupera a tiempo para ayudar a Nick Fury y Shang- Chi a resolver lo que sucedió y recuperar su memoria, con "Nancy" desarrollando una atracción por Spider-Man antes de que su memoria se restablezca durante la lucha final contra Madame Viper, Boomerang y el Samurái de Plata. Más tarde regresa a la vida de Matt Murdock para descubrir que está involucrado sentimentalmente con otra mujer, Heather Glenn, que la impulsó a abandonar Nueva York. Finalmente, Natasha se da cuenta de que Matt sólo piensa en ella en términos platónicos y opta por evitar cualquier avance.

### Los Campeones
Después de su separación, la Viuda se muda a Los Ángeles y se convierte en líder del súper equipo recién creado y efímero conocido como Los Campeones, formado por ella, Ghost Rider (Johnny Blaze), Hércules (con quien tiene un breve romance), y dos ex X-Men Angel y Iceman.
Sus amigos a menudo la llaman "Natasha", hipocorístico de "Natalia". A veces ha elegido el alias de apellido "Romanoff", evidentemente como una broma privada para aquellos que no están conscientes de que los apellidos rusos usan diferentes terminaciones para hombres y mujeres. Se ha insinuado que es descendiente de la Casa de Romanov derrocada y una relación con el zar Nicolás II de Rusia.

### sigloXXI
Natasha cruza de nuevo el camino de Daredevil (Matt Murdock) cuando intenta matar a un bebé que cree que es el Anticristo bajo la influencia de drogas que alteran la mente. Después del amor único de Daredevil, Karen Page, muere protegiendo a la niña, Natasha se reconcilia con Murdock, revelando que todavía lo ama, pero notando que él está demasiado lleno de ira como para comprometerse a una relación con ella.
Natasha es desafiada por Yelena Belova, una graduada del programa de entrenamiento a través de la cual a Natasha se le enseñó el oficio de espionaje, que es la primera en superar las marcas de Natasha y se considera la sucesora legítima del manto de "Viuda Negra" Natasha se refiere a ella como "pequeña" y "rooskaya" (que significa "rusa"), y la alienta a descubrir su individualidad en lugar de vivir en un servicio ciego, y le pregunta "¿por qué ser viuda negra?, ¿cuándo puedes ser Yelena Belova?" Después de varias confrontaciones, Natasha somete a Yelena a una intensa manipulación psicológica y sufrimiento para enseñarle la realidad del negocio del espionaje, y Yelena, enojada pero desilusionada, finalmente regresa a casa y deja de ser espía temporalmente. Aunque Matt Murdock está consternado por la crueldad del trato de Natasha con Yelena, Nick Fury describe la acción como el intento de Natasha de salvarle la vida a Yelena. Después de unir a los Vengadores y los Thunderbolts para vencer al Conde Nefaria, Natasha apoyó los efímeros esfuerzos de Daredevil para formar un nuevo súper equipo para capturar al Punisher, originalmente considerado el asesino de Nick Fury. A pesar de los esfuerzos de reclutamiento, sin embargo, este grupo de vigilantes se retiró poco después de que ella y su compañera de equipo, Dagger lucharon contra un ejército de androides S.H.I.E.L.D. renegados; Irónicamente, poco después trabajó con Daredevil y Punisher contra el sindicato europeo de delincuencia dirigido por los Hermanos Grace. Meses después, su búsqueda del criminal de guerra Anatoly Krylenko provocó un enfrentamiento con Hawkeye, cuyo pesimismo con respecto a las actividades heroicas ahora rivalizaba con el suyo.
Poco después de que la locura de la Bruja Escarlata aparentemente matara a Hawkeye, y nuevamente disolvió a los Vengadores, Natasha, cansada de espionaje y aventuras, viajó a Arizona pero fue atacada. Natasha descubre que otras mujeres habían sido entrenadas en el Programa Viuda Negra, y ahora todas están siendo perseguidas y asesinadas por parte del North Institute en nombre de la corporación Gynacon. Las investigaciones de Natasha la llevaron de regreso a Rusia, donde se horrorizó al conocer la medida inimaginable de su manipulación pasada, y descubrió que las Viudas estaban siendo cazadas porque Gynacon, después de haber comprado biotecnología rusa de la agencia sucesora 2R de Red Room, quería que todos los usuarios anteriores la tecnología muerta Natasha encuentra y mata a la mente maestra de los asesinatos de Viuda Negra: Ian McMasters, el antiguo CEO de Gynacon, que pretendía utilizar parte de su estructura genética para crear una nueva arma química. Después de matar a McMasters, se enfrentó con operativos de múltiples gobiernos para ayudar a Sally Anne Carter, una chica con quien Natasha se había hecho amiga en sus investigaciones, a quien rescató con la ayuda de Daredevil y Yelena Belova. Pronto le devolvió el favor a Daredevil al trabajar de mala gana con Elektra Natchios para proteger a su nueva esposa, Milla Donovan, del FBI y otros, aunque Yelena demostró ser más que incondicional cuando aceptó ser transformada en la nueva Super- Adaptoide por A.I.M. e HYDRA.

### Civil War/Iniciativa
Durante Civil War, Natasha se convierte en una defensora de la Ley de Registro de Sobrehumanos y miembro del grupo de trabajo encabezado por Iron Man. Después, Natasha es registrada y forma los reconstituidos Vengadores. El director de S.H.I.E.L.D., Nick Fury se presume muerto, y la subdirectora Maria Hill incapacitada, así que Natasha asume el mando temporal de S.H.I.E.L.D. como el de mayor rango de agente presente.
Más tarde, Tony Stark asigna a Natasha de trasladar el escudo del Capitán América a un lugar seguro, pero es interceptada por su ex amante, Bucky Barnes, el Soldado de Invierno, perdiendo el escudo. Natasha y Falcón rescatan a Barnes de los secuaces de Cráneo Rojo y lo llevan al Helicarrier de S.H.I.E.L.D., donde Stark convence a Bucky para convertirse en el nuevo Capitán América. Después, Natasha acompaña a Bucky como su compañera por un breve tiempo, hasta que fue llamada de nuevo por S.H.I.E.L.D. Más tarde, ella y Falcón se reúnen para la confrontación final con Cráneo Rojo, ayudando a rescatar a Sharon Carter. Ella y Bucky han reiniciado su relación. Más tarde, juega un papel importante en la captura de Hércules. Sin embargo, debido a su relación con el dios griego, ella lo dejó ir. Pronto Natasha, junto con el resto de los Vengadores, intentan acabar con el actual Skrull que pretendía iniciar una invasión. Más tarde, ella se quedó solamente como socia de Bucky. Ella también ayuda a la exdirectora, Maria Hill en la entrega de una forma especial de datos para Bucky, para encontrar y salvar a Steve Rogers que sigue vivo.

### Thunderbolts
Natasha se disfraza de la segunda Viuda Negra, Yelena Belova, y Norman Osborn le ofreció el puesto de líder de campo de los nuevos Thunderbolts. En su primera misión, ella y Ant-Man toman el control de Air Force One con el Duende, Doc Samson y el nuevo Presidente a bordo. Se sugirió que ella fingió su muerte aparente (como el Adaptoide) pero nunca se explica cómo.
Una conversación con el Fantasma implica que Yelena está trabajando como un lunar para otra persona y que incluso puede ser otra persona disfrazada de Yelena. Posteriormente, se la ve hablando en privado a través de un enlace de comunicación con Nick Fury. Osborn ordena a Yelena en liderar a los Thunderbolts actuales para matar a la Thunderbolt anterior, Songbird. Fury ordena a "Yelena" en rescatar y recuperar a Songbird, por la información que pueda tener sobre Osborn y sus operaciones. Yelena encuentra a Songbird, y le revela que ella era realmente Natasha Romanoff disfrazada. Intenta entregar Songbird a Fury, pero los Thunderbolts también los han seguido. El trío es capturado cuando Osborn revela que había estado imitando a Fury en los mensajes todo el tiempo para poner a Natasha a punto de fortalecer los Thunderbolts y llevarlo a Fury. Ella y Songbird son llevados para ser ejecutados, pero logran escapar cuando Ant-Man, Headsmen y Paladin encienden el resto de los Thunderbolts y los dejan ir.

### Era Heroica
Al comienzo de la Era Heroica, Steve Rogers recluta a Natasha para formar una nueva ala de Black-ops de los Vengadores, apodada los Vengadores Secretos. Viaja a Dubái con su nueva compañera de equipo, Valkyrie, donde roban un artefacto peligroso que la Bestia estudia luego, señalando que parece ser un primo lejano de la Corona de la Serpiente. En la historia "Coppelia", se encuentra con un clon adolescente de sí misma, cuyo nombre es "Tiny Dancer", a quien rescata de un traficante de armas.

### Miedo Encarnado
Durante la historia de Fear Itself, Viuda Negra y Peregrina son enviados a una misión para liberar a los rehenes que están siendo retenidos en la catedral de Marsella por Rápido. Él y un grupo de mercenarios están tratando de explotar el pánico por los eventos en París para robar el arsenal nuclear de Francia.

### Hasta el fin del mundo
Durante la historia de Hasta el fin del mundo, que involucra uno de los planes del Doctor Octopus, Natasha es uno de los únicos tres héroes que quedan después de que los Seis Siniestros derrotan a los Vengadores, se unen a Silver Sable y Spider-Man para rastrear los Seis (aunque ella estaba más cerca de la nave envuelta de Sable después de que los Vengadores fueron derrotados en lugar de por su destreza). Más tarde, el Hombre de Titanio se pone en contacto con ella para advertir a ella y a sus aliados sobre el intento del Doctor Octopus de reunir a otros villanos contra Spider-Man. Ella es noqueada junto con Hawkeye por Iron Man durante una batalla contra los Vengadores cuando estaban temporalmente bajo el control remoto de Octavius.

### Guerras secretas
Durante el evento de incursión entre Tierra-616 y Tierra-1610, Natasha está involucrada en la batalla final entre los superhéroes del Universo Marvel y los Hijos del Mañana del Universo Máximo. Ella pilota un barco que tiene a unos pocos escogidos para reiniciar la humanidad después de que el universo termina, copilotado por Jessica Drew. Sin embargo, su nave es derribada durante la batalla y muere en la explosión posterior.
Cuando comienza la evacuación de Tierra-616 a la luz del hecho de que Tierra-1610 está a punto de colapsar como parte de la historia de "Last Days", se ve a Viuda Negra sobre un edificio con el Capitán América, quien le da una lista de personas para salvar y traer a bordo del bote salvavidas. Cuando le dice a Sam que no puede salvarlos a todos, Sam explica que es tarea de Natasha ayudar en el esfuerzo por salvar a la mayor cantidad de gente posible antes de que la Tierra sepa que está destruida. Cuando se va, su mente pasa a la Guerra Fría en Rusia, donde una joven Natasha (llamada Natalia) habla con dos funcionarios rusos en la infame Habitación Roja. Ella tiene su primera misión: viajar a Cuba y localizar a una familia llamada Comienzas, quienes están en riesgo por el régimen de Raúl Castro y que pueden tener información de vital importancia para Rusia. Le dicen que se reúna con otro agente, su compañera de clase Marina, y se hagan amigos de la familia bajo la apariencia de una empresaria rusa. Natasha les asegura su competencia y se va. Cuando uno de los oficiales cuestiona su juventud, el otro le asegura que "ella es una asesina". Ella no defraudará ". Natasha se encuentra con Marina en Cuba y los dos amigos se ponen al día antes de reunirse con los Comienzas esa noche en un bar local. Usando su talento para el engaño, convence casualmente y cortésmente a los esposos de que está buscando información privilegiada para ayudarla a importar varios bienes al país. Los Comienzas explican que no pueden revelar dicha información, lo que llevó a Natasha a explicar más tarde a Marina que la familia podría necesitar "un pequeño empujón". No fue demasiado pronto que efectivamente comenzó a aterrorizar a la familia en la desesperación.
Primero, planta una bandera estadounidense en la puerta de su casa para imitar a alguien que los acusa de desertar a los Estados Unidos. Más tarde, después de reunirse con uno de los oficiales rusos de la Habitación Roja para informar su progreso, detonó un coche bomba fuera de su casa cuando el primer intento no los hizo "casi lo suficientemente desesperados". Después de la explosión del coche bomba, Natasha declara que la familia está desesperada por reprochar información. Antes de dejar ir a Natasha, el oficial anuncia que tiene una tarea adicional antes de que su misión termine: Marina se ha enamorado demasiado de su apariencia civil y ahora es un riesgo de seguridad. Natasha tendrá que eliminarla. Pasando al presente, Viuda Negra está salvando a tantas personas como pueda, pero rápidamente regresa a La Habana. Natasha y su compañera de la Habitación Roja, Marina, están tratando de ayudar a un defecto familiar.
Las órdenes de Natasha son simples: matar a los padres y hacerlo público. Cuando Natasha le pregunta si debería matar a la niña también, su jefe se muestra horrorizado de que ella esté tan de acuerdo con eso y le dice que no. Al no tener problemas para seguir órdenes, establece una reunión y usa un rifle de francotirador para sacar a la pareja sin parpadear. A continuación, dispara al novio de Marina y luego a la propia Marina. A continuación, dispara al gato de Marina. Volviendo al presente, Viuda Negra está de vuelta salvando a la gente de la incursión, ya que la razón que desencadenó el flashback de Natasha se revela... un hombre que ella salvó está sosteniendo a su gato. Este lado oscuro y desalmado de la Viuda Negra muestra por qué ella está esforzándose tanto para hacer el bien hoy.

### Imperio Secreto
Durante la historia del Imperio Secreto, Viuda Negra aparece como miembro de la resistencia clandestina en el momento en que la mayoría de los Estados Unidos ha sido absorbida por Hydra y el Capitán América a quien el clon de Red Skull le ha lavado el cerebro usando los poderes del Cubo Cósmico Kobik en creer que él era un agente durmiente Hydra. Mientras Hawkeye ensambla una fuerza de ataque de Hércules y Quicksilver para encontrar los fragmentos del Cubo Cósmico, Viuda Negra parte para matar al propio Rogers, razonando que incluso si la teoría de Rick es cierta, el hombre Rogers preferiría morir que ser utilizado en esta manera. Ella se encuentra seguida por los Campeones mientras establece su versión de la Habitación Roja. Mientras se prepara para dispararle al Capitán América con un rifle de francotirador, ella se apresura a evitar que Miles Morales lo mate como predijo Ulysses, y es golpeada por su escudo, rompiéndole el cuello y matándola. A pesar del regreso del verdadero Steve Rogers y la caída de Hydra, la muerte de Natasha junto con otras bajas permanece.

### Clon de Natalia Romanova
Sin embargo, mientras observa a un dictador que recientemente subió al poder debido a su apoyo a Hydra, Bucky presencia al hombre siendo asesinado de tal manera que cree que solo Natasha pudo haber logrado matar, y cree que ve a la Viuda Negra (en realidad, Yelena Belova) partir de su punto de vista elegido.
Más tarde se descubrió que Viuda Negra en realidad fue clonada por el Programa Viuda Negra Ops después de su muerte. Su miembro Ursa Major sobornó a Epsilon Red para que le agregara sus recuerdos actuales mientras se deshacía en secreto de la mala programación. El Programa Viuda Negra Ops encargó al clon que sacara los restos de Hydra y S.H.I.E.L.D. Ella se reveló a Soldado del Invierno y Hawkeye mientras también mataba a Orphan Maker. Para evitar que interfieran, el clon de Viuda Negra encerró a Soldado del Invierno y Hawkeye en una habitación segura dentro de la Habitación Roja. El clon de la Viuda Negra ascendió a las filas de la Habitación Roja mientras persuadía secretamente a los reclutas para que se volvieran contra sus amos. Cuando el Soldado del Invierno y Hawkeye llegaron a la Habitación Roja, el clon de la Viuda Negra dejó su cobertura donde comenzó a matar a sus superiores, liberar a los reclutas y destruir todos los clones y Epsilon Red. Cuando llegaron las autoridades, el clon de la Viuda Negra, adoptando el nombre de Natasha Romanoff, salió de la Habitación Roja, donde dejó una nota para que Hawkeye dejara de seguirla y para que Soldado del Invierno se uniera a ella y terminará la Habitación Roja.
Durante la historia de "Infinity Countdown", el clon de Viuda Negra había rastreado una señal de caída muerta dejada por un Wolverine revivido de alguna manera en Madripoor. Ella descubrió que Wolverine secretamente dejó la Gema Espacial Infinita a su cuidado. El clon de la Viuda Negra se encuentra con el Doctor Strange que quiere deshacerse de la Gema del Espacio. El Doctor Strange no quiso tomarlo porque sabe lo que pasaría si estuvieran en la misma proximidad. Ella se encuentra entre los poseedores de la Gema Infinita que son contactados por el Doctor Strange, quienes declaran que necesitan reformar el Reloj Infinito para proteger a las Gemas Infinitas de calamidades como Thanos.
Capitán América tuvo el clon de la Viuda Negra infiltrarse en Roxxon como operativo que se convirtió en contratista ex-S.H.I.E.L.D. llamado Ángel para espiar a Roxxon y mantener un ojo en Arma H. Como Ángel, ella acompañó a Arma H y su equipo asignado a Weirdworld hasta el punto en que Morgan le Fay de Tierra-15238 expuso su identidad a Arma H. Después de salir de los restos del Roxxon Resarch Outpost, Viuda Negra le revela a Blake que la enviaron para sacar al grupo de Roxxon de Weirdworld. La doctora Carrie Espinoza y los soldados de Roxxon con su salvación de un Cristal de Adantantina de Mundo Extraño lleno de las místicas energías de Morgan le Fay, que la Dra. Esponoza le dice a Viuda Negra y Blake que puede alimentar a toda Nueva York durante 10 años. Cuando el grupo llega cerca de la aldea de Inaku, son testigos de que Sonia Sung se pone en contacto con Viuda Negra desde la sede de Roxxon. Viuda Negra intenta ayudar a Sonia a pasar a Arma H hasta que llegue Dario Agger. Viuda Negra se encuentra entre los que son evacuados a través del portal.

## Poderes y habilidades
Natasha Romanoff alias "La Viuda Negra" fue mejorada mediante Biotecnología lo que hace que su cuerpo sea resistente al envejecimiento y las enfermedades y se recupera por encima de la tasa humana; así como el condicionamiento psicológico que suprime su memoria de los eventos verdaderos en lugar de los implantados del pasado sin la ayuda de medicamentos supresores del sistema especialmente diseñados.
Los glóbulos blancos en su cuerpo son lo suficientemente eficientes para combatir cualquier microbio, cuerpo extraño y otros de su cuerpo, manteniéndola sana e inmune a la mayoría, si no a todas las infecciones, enfermedades y trastornos.
Su agilidad es mayor que la de un medallista de oro olímpico. Puede coordinar su cuerpo con equilibrio, flexibilidad y destreza fácilmente.
Romanoff tiene un intelecto dotado. Ella muestra una extraña afinidad por la manipulación psicológica y puede enmascarar perfectamente sus verdaderas emociones. Al igual que Steve Rogers, posee la capacidad de procesar rápidamente múltiples flujos de información (como la evaluación de amenazas) y responder rápidamente a situaciones tácticas cambiantes.
La Viuda Negra es un atleta de clase mundial, gimnasta, acróbata, aerista, capaz de realizar numerosas maniobras y hazañas complejas, experta artista marcial (incluyendo Jiu-jitsu, Aikido,Boxeo, Judo, Karate, Savate, Ninjutsu, varios estilos de Kung Fu y Kenpo, así como el arte marcial ruso Sambo), tiradora y especialista en armas, además de tener un extenso entrenamiento de espionaje. Ella también es una bailarina consumada.
Romanoff es una táctica experta. Ella es una estratega, táctica y comandante de campo muy efectiva. Ella ha dirigido a los Vengadores e incluso a S.H.I.E.L.D. en una ocasión.

### Equipamiento
La Viuda Negra usa una variedad de equipos inventados por científicos y técnicos soviéticos, mejorados posteriormente por los científicos y técnicos de S.H.I.E.L.D. Generalmente, usa distintivos brazaletes que disparan "el piquete de la viuda", una explosión de energía electro-estática que pueden cargar hasta 30.000 voltios. Así como también usa "la línea viuda"; que incluye ganchos, gases lacrimógenos, bastones de combate, bastones eléctricos, armas de fuego y cuchillos junto con "el beso de la viuda": es un gas instantáneo de aerosol que ha modificado. Lleva un cinturón de discos metálicos; algunas son cargas de disco que contienen explosivos plásticos, mientras que otras han demostrado ser compartimentos para alojar otros equipos. Su traje consiste en tela elástica sintética equipada con ventosas de micro-succión en los dedos y pies, lo que le permite adherirse a las paredes y los techos. En la miniserie de "Homecoming" de 2006, se la vio usando cuchillos, combate desarmado y varias armas de fuego, pero desde entonces comenzó a usar sus brazaletes nuevamente. Mientras estaba disfrazada de Yelena Belova, cuando se infiltró en los Thunderbolts sancionados por Osborn durante el "Reinado Oscuro", usó una gafa / cabeza-caparazón de lentes múltiples que demostró varias habilidades técnicas para mejorar la visión y la comunicación. Más tarde, ella ha usado un arma modificada basada en su cartucho de muñeca El Piquete de la Viuda, durante sus aventuras junto al nuevo Capitán América.

## Otras versiones

### Marvel Zombies
En el cómic #1 de Marvel Zombies vs Army of Darkness, La Viuda Negra es una de las heroínas infectadas por la versión zombificada de Sentry que luego atacan a las personas sobrevivientes, en Marvel Zombies: Dead Days más tarde con el resto de sus amigos infectados devoran a J.A.R.V.I.S, la inteligencia de la Torre de los Vengadores, después en el cómic #5 de Marvel Zombies vs Army of Darkness está entre las filas del ejército zombi que van en dirección al castillo del Dr. Doom para devorar a los últimos sobrevivientes de Latveria. En la secuela de Marvel Zombies ataca con los héroes infectados a Silver Surfer y posterior o aparentemente es asesinada por los superhéroes cósmicos.

### Ultimate
La Viuda Negra Ultimate (Natasha Romanoff) es un personaje ficticio del Universo Marvel Ultimate basado en la Viuda Negra del Universo Marvel. Apareció por primera vez en Ultimate Marvel Team-Up #14 en una historia escrita por Brian Michael Bendis y dibujada por Terry Moore antes de convertirse en uno de los personajes principales de los Ultimates de Mark Millar y Bryan Hitch.
Natasha Romanoff es una asesina y antigua espía de la KGB. Fue apodada la Viuda Negra porque todos sus maridos murieron en desafortunados accidentes. Ella fue originalmente parte del equipo de operaciones encubiertas ("Black ops") de los Ultimates, pero posteriormente fue puesta en un estatus público después que un pasado abiertamente aceptable fuera escrito para ella. La Viuda Negra parece tener mejoras genéticas o cibernéticas que le permiten coordinarse en combate mucho mejor que un humano normal.

### Tierra-23223
En el cómic de What if? Age of Ultron #3, La Viuda Negra era miembro del equipo de Defensores de Nick Fury estacionado en Castle Doom en Latveria cuando fueron invadidos por un ejército de Gigantes de Hielo y otras criaturas de Asgard. Widow emprendio una misión de recuperación para encontrar el martillo de Thor, Mjolnir. Mientras veía al Quinjet descontrolarse a sí mismo deliberadamente en un ataque kamikaze contra Jormungand, se consideró que Natasha era digna de recoger a Mjolnir, lo que le permitió convertirse en la nueva Diosa del Trueno.

### Viejo Logan
En el cómic de Old Man Hawkeye #, La Viuda Negra fue una de las víctimas junto a héroes como Máquina de Guerra, Quicksilver, Thor (cómic), etc. En la batalla final de los Vengadores en Hammer Falls durante la toma de posesión de los villanos de los Estados Unidos , siendo atravesada por Citizen V, quien realmente era el Barón Zemo.
Los años pasaron y el manto de La Viuda Negra le pertenece a Viuda Negra (Yelena Belova), se encargó de ir a rescatar su pareja Elías en la guaria del Rey Lagarto (personaje), este último es asesinado por la propia Yelena y al sacar a Elías de la prisión se da cuenta de que este último está sin las piernas. Así que como última elección Yelena acaba con su vida.

## En otros medios

### Series de televisión
- La Viuda Negra apareció en la parte de Iron Man de The Marvel Super Heroes, con la voz de Peg Dixon.
- La Viuda Negra aparece en The Avengers: Earth's Mightiest Heroes,[72] con la voz de Vanessa Marshall. En la serie, se ve como una traidora que se unió a HYDRA, pero en el capítulo «Hail Hydra!» revela que Nick Fury la mandó a infiltrarse en Hydra para averiguar un secreto.
- Aparece en la serie de The Super Hero Squad Show, como Mystique, episodio, "Deadly is the Black Widow's Bite", con la voz de Lena Headey.[73]
- También hizo una aparición en un capítulo de la segunda temporada de Iron Man: Armored Adventures, con la voz de Ashleigh Ball, hasta en el capítulo final.
- La Viuda Negra aparece en Avengers Assemble, con la voz de Laura Bailey.[74] Ella se une a los Vengadores y a la vez con S.H.I.E.L.D. En la tercera temporada, aparece otra Viuda Negra llamada Yelena Belova, episodio "Viendo Doble". Cuando Barón Strucker reactivó la Habitación Roja, Yelena se entrenó para ser la próxima Viuda Negra. Baron Strucker más tarde envió a Yelena y algunos agentes de HYDRA para secuestrar a Bruce Banner y traerlo a su base en Siberia. Cuando llegó Viuda Negra, ella luchó contra Yelena al enterarse de su historia y cómo Barón Strucker está utilizando el programa de Soldado del Invierno para convertir a Bruce Banner en Hulk del Invierno. Capitán América y Iron Man llegan, ayudaron a Viuda Negra de luchar contra Yelena Belova, Barón Strucker y Hulk del Invierno. Yelena más adelante va en contra de las órdenes del Barón Strucker y lo golpea. Mientras que el Capitán América y Iron Man lucharon para mantener a Hulk del Invierno que llegue a un lugar civil donde es una base de HYDRA, Viuda Negra continuó su pelea con Yelena incluso cuando ella activó los lavados controladas por la mente de la habitación roja. Tras la desactivación del control mental lavados por la Habitación Roja, Viuda Negra derrota a Yelena y quién logró escapar. En la cuarta temporada, se ausenta al estar solo en 2 primeros episodios, pero regresará.
- Viuda Negra aparece con los Vengadores en Ultimate Spider-Man: Web Warriors, con Laura Bailey repitiendo el papel.[75] En: "El Hombre Araña Vengador, Parte 1 y 2", invitan a Spider-Man a su equipo, luego de que Loki y el Doctor Octopus causan estragos y en "Concurso de Campeones, Parte 2", forma equipo con Power Man y Skaar, equipo del Coleccionista, para ayudar a Spider-Man a enfrentarse al Doctor Octopus, Hombre Absorbente y Zzzax, equipo del Gran Maestro, en un juego de "Último Equipo en Pie". Cuando el Gran Maestro utiliza meteoros en una parte del juego, ella los esquiva y al final, ella y Spider-Man ganan el juego. También aparece en la parte 4, sale de cameo con otros héroes siendo liberados.
- Viuda Negra aparece en la serie de anime, Marvel Disk Wars: The Avengers.
- También aparece en la serie animada de TV, Hulk and the Agents of S.M.A.S.H. de la segunda temporada del 2015, "Guardianes de la Galaxia", como un Skrull, al traer a los Hulks hacia una trampa.
- En Agent Carter presenta a Dottie Underwood (Bridget Regan), un precursor de 1946 de Viuda Negra que es una agente de Leviathan.[76]
- Viuda Negra aparece en el especial de televisión Lego Marvel Super Heroes: Avengers Reenssembled, expresada nuevamente por Laura Bailey.[77]
- Viuda Negra aparece en la nueva serie Spider-Man, episodio, "La Isla Arácnida", parte 2, expresada nuevamente por Laura Bailey.[78] Cuando la Viuda Negra aparece en Horizon High en recuperar un dispositivo de vibranium obtenido por Spider-Man y Spider-Gwen, hasta ser atacada por Crossbones y agentes de HYDRA en obtener el dispositivo. En algún momento, desarrolla poderes arácnidos como Spider-Man, y se une a él y Spider-Gwen en recuperar el dispositivo. Al fingir ser atrapados, Viuda Negra aprovecha en atacar a Crossbones, Arnim Zola y los agentes de HYDRA, pero con la ayuda de algunos espectadores con arañas, Viuda Negra, Spider-Man y Spider-Gwen vencieron a Crossbones y los agentes de Hydra con él, mientras que Zola y los demás agentes de Hydra escaparon, pero ella sabe que juzgo mal a Spider-Man y al admirar su esfuerzo, lo estará observando.
- Viuda Negra aparece en Lego Marvel Super Heroes - Black Panther: Trouble en Wakanda, con la voz de Laura Bailey.[79]

### Películas animadas
- Hizo su aparición en la película de animación Los Vengadores, ambientada en el universo Marvel. En esta entrega es una simple amiga del Agente Barton (Ojo de Halcón).
- En el 2004, Lions Gate Entertainment anunció que una película con la versión de Natasha Romanoff estaba siendo desarrollada por el guionista-director David Hayter. Lions Gate posteriormente abandonó el proyecto.
- En la película 2008 Next Avengers: Heroes of Tomorrow, Romanoff y Rogers tienen un hijo llamado James Rogers.

## Universo Cinematográfico de Marvel
El nombre de Viuda Negra en Marvel Cinematic Universe es Natalia Alianovna "Natasha" Romanoff, y está interpretada por la actriz Scarlett Johansson. A pesar de que proviene de Rusia y habla con fluidez el idioma ruso, habla con acento estadounidense, aunque Samuel Sterns ha notado que hay un ligero toque de ruso en su voz.
Su historia de fondo con la KGB y Habitación Roja es similar a la de los cómics, pero fue reclutada a fines de la década de 1980, a diferencia de las décadas anteriores en los cómics, ya que no formaba parte de un programa de Super Soldados. La Habitación Roja la moldeó para convertirse en la asesina perfecta, que incluía la esterilización, que lamentó más tarde en la vida. Debido a su experiencia y su creciente amenaza a la seguridad global, Romanoff apareció rápidamente en el radar de S.H.I.E.L.D., Lo que provocó que el director Nick Fury enviara al Agente Clint Barton para eliminarla. Hawkeye desobedeció esta orden, reconoció su habilidad y la recomendó para el reclutamiento de S.H.I.E.L.D. A instancias del Director Fury, Romanoff más tarde desertó de Rusia y se unió a las filas de S.H.I.E.L.D., desarrollando una asociación duradera con Barton y convirtiéndose en un miembro cercano de su familia (en oposición a su contraparte definitiva que los asesinó a todos).

### Iron Man 2
En marzo de 2009, Scarlett Johansson firmó un contrato para interpretar a Natasha Romanoff/Viuda Negra en múltiples películas, empezando con Iron Man 2 en 2010. En la película, Fury la envió a espiar a Tony Stark bajo el disfraz de una nueva asistente llamada Natalie Rushman para ver si valía la pena reclutar a Stark en su equipo planeado de superhéroes. Ella reveló su verdadera identidad a Stark cuando él estaba hablando con Fury en una tienda de donas y le dio un suero para posponer la intoxicación por el reactor ARK que estaba afectando a Stark. Durante el clímax de la película, ella y Happy Hogan se infiltraron en Industrias Hammer cuando Ivan Vanko tomó el control de la armadura de James Rhodes y los drones Hammer y causó estragos en la Stark Expo al recuperar algunos datos del proceso.
Johansson fue elegida después de que un conflicto de horario obligó a Emily Blunt a abandonar la filmación. En septiembre de 2010, durante una conferencia de prensa para el lanzamiento en Blu-ray y DVD de Iron Man 2, el presidente de Estudios Marvel Kevin Feige dijo: «Ya hemos comenzado las conversaciones con Scarlett sobre la idea de una película en solitario y hemos comenzado la elaboración de conceptos. Pero The Avengers es lo primero».

### The Avengers
En la película de 2012, The Avengers, Viuda Negra es vista por primera vez en un concesionario del mercado negro ruso antes de ser llamado por el Agente Coulson para encontrar a Bruce Banner y que a Hawkeye le han lavado el cerebro para unirse al ejército de Loki. Luego viaja a la India para convencer a Banner de que venga a S.H.I.E.L.D. con ella. Luego ayuda a los otros héroes a capturar a Loki y se enfrenta al dios cuando lo capturan, revelando lo que sería importante, fue Barton para ella en el proceso. Descubrió que Loki planeaba que Banner se convirtiera en Hulk para causar estragos en el Helicarrier, pero era demasiado tarde para detener la trampa de Loki y apenas escapó del alboroto de Hulk. Ella se enfrenta a un Barton controlado en un área diferente y lo derrota en combate cuerpo a cuerpo, con un buen golpe en la cabeza para romper el control de Loki sobre él. Luego se unen a los otros Vengadores en la Batalla de Nueva York, donde logra usar el cetro de Loki para cerrar el portal y detener la invasión alienígena. Al final, ella y los otros Vengadores toman caminos contrarios.

### Capitán América: The Winter Soldier
En la apertura de la película de 2014, Captain America: The Winter Soldier, ella y el Capitán América son enviados a una misión para liberar el barco de Georges Batroc, donde Rogers recibe la orden de rescatar a los rehenes, mientras que Natasha recibe órdenes secretas de Fury para obtener archivos confidenciales de S.H.I.E.L.D. Se une a Rogers cuando el Capitán América es visto como un enemigo por el corrupto S.H.I.E.L.D., y finalmente descubre que HYDRA había superado a la organización. Después de unirse al amigo de Rogers, Sam Wilson (también conocido como Falcon), son atacados por el Soldado del Invierno, un asesino al que Natasha se ha enfrentado en el pasado. Fueron capturados por HYDRA, pero fueron rescatados por María Hill disfrazada, quien los lleva a una instalación subterránea y revela que Nick Fury (quien fue presuntamente asesinado por el Soldado del Invierno) estaba vivo y el grupo planea evitar que HYDRA lance el Proyecto Insight. Romanoff usó un Velo Photostático para disfrazarse de la Concejala Hawley, miembro del Consejo de Seguridad Mundial, para acercarse a Alexander Pierce y descargar todos los archivos de S.H.I.E.L.D. en Internet con la ayuda de Fury. Ella estuvo presente en una investigación del gobierno sobre el asunto HYDRA. En la investigación, Romanoff declaró que ella y los otros agentes que lucharon contra HYDRA en el levantamiento de HYDRA no serían arrestados porque son los mejor calificados para proteger al mundo. Ahora que sus secretos fueron revelados al mundo, ella necesitaba una nueva identidad a petición del Capitán América, contactó a algunos de sus conocidos en Kiev, que le envió un viejo documento soviético de alto secreto sobre el Soldado del Invierno. Más tarde, se detuvo en la falsa tumba de Fury para entregarle el documento a Rogers y le dio un beso de despedida.

### Avengers: Age of Ultron
También repite su papel en Avengers: Age of Ultron en 2015 En febrero de 2014, Feige dijo que, después de explorar el pasado de Viuda Negra en Avengers: Age of Ultron, le gustaba la idea de explorar su pasado más en una película en solitario, que ya cuenta con trabajo de desarrollo hecho para ella. En octubre de 2014, Feige dijo que Viuda Negra jugaría un papel principal en las películas de los Vengadores en la Fase Tres del UCM, y agregó: «Su papel en Avengers: Age of Ultron es muy, muy grande, y su personaje se desarrolla más y mejor. Los planes que tenemos para ella durante el resto de la saga de los Vengadores es muy, muy grande, y es una pieza clave, de hecho, de esas películas. Así que en lugar de llevarla allí, o en lugar de hacer una precuela, que no hemos hecho todavía, continuaremos con el impulso y la continuidad del Universo cinematográfico, de los cuales Viuda es una parte clave».
En la película, ella ayuda al equipo una vez más mientras se involucra románticamente con Bruce Banner. Atacan una instalación HYDRA desde el principio, donde Viuda Negra demuestra que es una de las pocas personas que puede calmar a Banner para volver a su estado normal de su forma de Hulk. Durante la Batalla en el Patio de Salvamento donde el equipo luchó contra Ultron, Bruja Escarlata y Quicksilver, Natasha se vio obligada a revivir su pasado de pesadilla gracias a los poderes de Bruja Escarlata. Ella y el resto del grupo que experimentaron visiones similares fueron rescatadas por Hawkeye, quien eludió a Bruja Escarlata electrocutándola. En la granja de Barton, Natasha habló con Banner sobre sus sentimientos el uno por el otro, pero Banner señala que no hay un lugar seguro donde Natasha pueda estar a salvo con él. Más tarde es capturada por Ultron y rescatada por Banner, a quien obliga a convertirse en Hulk para ayudar en la batalla de Sokovia. Después de que Hulk derrotó a una de las unidades principales de Ultron, ella habló con él a través del enlace de video, pero Hulk cortó la conexión y viajó solo. Ella y Steve más tarde fueron vistos entrenando a los nuevos reclutas de los Vengadores. También se revela que Barton y su esposa llamaron a su hijo recién nacido Nathaniel por su nombre.

### Capitán América: Civil War
En la película de 2016 Capitán América: Civil War, Viuda Negra se alía con Iron Man en el conflicto de los Acuerdos de Sokovia, pero aún se niega a ver al Capitán América como un enemigo, incluso se desvive para viajar al funeral de Peggy Carter para consolar a Rogers. Ella intenta advertir a Rogers que no se oponga a los acuerdos ni interfiera con el Soldado del Invierno, pero él se niega a escuchar. Durante la batalla en el aeropuerto alemán, ella vence fácilmente a Ant-Man y Hawkeye, el último del cual todavía es amiga a pesar del conflicto, pero finalmente es derrotada por Wanda Maximoff. Cuando Steve y Bucky intentan usar un avión para enfrentar a Zemo, ella les permite irse y detiene a Pantera Negra de perseguirlos. Después de que fue denunciada por su traición, se ve obligada a desaparecer de los ojos del gobierno y advierte a Stark sobre sus próximas acciones.

### Thor: Ragnarok
Aparece de cameo en la película de 2017 Thor: Ragnarok, en una grabación del quinjet que encontró Thor al activarlo y calmando a Hulk, luego de una relación incómoda en Avengers: Age of Ultron.

### Avengers: Infinity War
En la película de 2018, Avengers: Infinity War, Viuda Negra es ahora una fugitiva teñida de cabello rubio y miembro de la fracción de Vengadores de Steve Rogers. Intentan proteger a Visión de las fuerzas de Thanos en Wakanda y luchar contra los hijos de Thanos. Cuando Thanos destruye la mitad del universo, Viuda Negra fue uno de los pocos héroes que sobrevivieron a la purga.

### Capitana Marvel
Aparece en un cameo a mitad de créditos en Capitana Marvel (2019). Junto a Bruce Banner, Steve Rogers y James Rhodes están monitoreando un localizador, que Fury activó antes de su desintegración, y aparece.Carol Danvers al preguntar que pasó con Fury, luego de los sucesos de Avengers: Infinity War.

### Avengers: Endgame
Al comienzo de la película en Avengers: Endgame (2019), se une a los Vengadores (menos Stark) para emboscar a Thanos en su nuevo mundo natal, Titán II, donde pronto es decapitado por Thor, cinco años después, lo rastrea. Clint Barton, ahora un despiadado vigilante en Tokio, lo convence para que se una al equipo en su misión de deshacer las acciones de Thanos obteniendo versiones anteriores de las gemas, y los dos van a Vormir para obtener la Gema del Alma. Cuando la decisión de sacrificar a un ser querido se presenta ante ellos, Romanoff y Barton se involucran en una breve pelea sobre quién debería hacerlo, antes de que Romanoff se sacrifique para obtenerla, para gran dolor de su mejor amigo.

### Black Widow
El 11 de enero de 2018, según Variety, se confirmó que una película solitario de Black Widow. La película se estrenó mundialmente en junio de 2021.
Su historia se muestra que de niña, creció con una familia falsa con Alexei Shostakov y Melina Vostokoff como sus "padres" y Yelena Belova como su "hermana" menor. En 1995, cuando Shostakov completa su misión asignada de robar información de S.H.I.E.L.D. en Ohio, la familia escapa a Cuba, donde se encuentran con su jefe Dreykov, quien hace pasar a Romanoff y Belova a la Habitación Roja para recibir más entrenamiento para convertirse en asesinos. Finalmente, Clint Barton es enviado a matar a Romanoff, pero en su lugar elige perdonarle la vida y reclutarla para S.H.I.E.L.D., lo que le permite a Romanoff escapar de su vida anterior. Romanoff cree que Dreykov está muerto después de bombardear sus oficinas, matando a su hija Antonia en el proceso.
Tras los sucesos de Civil War, como fugitiva de las Naciones Unidas, Romanoff escapa del secretario estadounidense Thaddeus Ross y huye a una casa de seguridad en Noruega, donde se reúne con su contacto Rick Mason. Yelena Belova envía un antídoto de control mental a la casa de seguridad de Romanoff con la esperanza de que Romanoff regrese para ayudarla. Mientras Romanoff, sin saberlo, se marcha con el antídoto, es atacada por Taskmaster, que busca el antídoto. Romanoff evade a Taskmaster y se entera de que el antídoto vino de Belova. Se reúnen en Budapest, pero luego son atacados por las Black Widows. Mientras escapa, Romanoff se entera de que Dreykov todavía está vivo y que la Habitación Roja todavía está activa.
Romanoff y Belova sacan de prisión a Alexei Shostakov, también conocido como el Guardián Rojo, y se conectan con Melina Vostokoff, antes de ser capturados y devueltos a la Habitación Roja. Mientras Dreykov felicita a Vostokoff por encontrarlos, se revela que Vostokoff y Romanoff usaron tecnología de máscara facial para cambiar de lugar en la granja, habiendo planeado su propia captura. Romanoff se entera de que Taskmaster es Antonia Dreykov, quien había sufrido un daño tan severo que Dreykov se vio obligada a poner un chip en su cabeza para ayudarla, convirtiéndola en la soldado perfecta. Romanoff también descubre que no puede dañar a Dreykov debido a una feromona cerradura que instaló en cada Viuda, y que ha estado controlando a Viuda en todo el mundo a través de su mesa de control. Después de incitar a Dreykov a darle un puñetazo en la cara, Romanoff le rompe intencionalmente la nariz, lo que corta un nervio en su conducto nasal para negar la feromona, lo que le permite atacar a Dreykov.
Dreykov escapa mientras las Viudas persiguen a Romanoff, pero Belova crea una bomba antídoto que libera a las viudas del control mental. Romanoff ingresa al escritorio de control y copia las ubicaciones de las otras Viudas en todo el mundo en una unidad portátil justo cuando la instalación comienza a explotar y caer. Antes de salir de la sala de control, toma dos viales del antídoto que sobrevivió a la bomba de Belova. Romanoff le da a Belova un paracaídas mientras ella y Antonia tienen una batalla final a través del cielo. Aterrizando en el suelo, Romanoff usa un frasco del antídoto en Antonia, liberándola de la servidumbre. El resto de las viudas llegan cuando Belova, Vostokoff y Shostakov se despiden de Romanoff, Belova le da a Romanoff su chaleco para recordarla y Romanoff le da a Belova el último frasco de antídoto y el disco portátil, diciéndole que encuentre y libere a las otras Viudas. Mientras se van junto con Antonia en recuperación, Romanoff espera la llegada de Ross y sus hombres. Dos semanas después, Romanoff, que ahora luce el cabello rubio, se reúne con Mason, quien le ha proporcionado un Quinjet. Ella cabalga para liberar a los Vengadores detenidos de La Balsa, antes de los sucesos de Infinity War.
Después de los sucesos de Avengers: Endgame, Yelena Belova luego visita la tumba de Romanoff para presentar sus respetos, antes de ser asignada por Valentina Allegra de Fontaine para asesinar a Barton, a quien De Fontaine considera responsable de la muerte de Romanoff.

## Videojuegos
- Aparece en el videojuego de The Punisher, ayudando en una misión al jugador. Ella aparece en un nivel como un personaje no jugable (NPC) que lucha junto a Punisher. Saffron Henderson expresó a Viuda Negra.
- Aparece en el videojuego Marvel: Ultimate Alliance con la voz de Nika Futterman. Ella es un personaje exclusivo en la versión PlayStation Portable (PSP), y en todas las demás versiones del juego como un personaje no jugable; una trama secundaria en el juego tiene varios héroes que investigan la posibilidad de que ella sea una traidora, aunque Fury luego confirma que solo estaba realizando una investigación discreta sobre los planes del Doctor Doom. Un mod disponible para la versión para PC del juego la desbloquea como un personaje jugable.
- Aparece en el videojuego Spider-Man: Web of Shadows, liderando un escuadrón de S.H.I.E.L.D que ha sido enviado por Nick Fury para contener la amenaza simbionte.
- Nika Futterman vuelve a interpretar su papel en Marvel: Ultimate Alliance 2, apareciendo como jefe si el jugador elige luchar por el lado anti-Registro.
- Aparece en el videojuego Iron Man 2, con la voz de Catherine Campion.[91]
- Aparece como un personaje jugable en el juego de lucha de 2012 Marvel Avengers: Battle for Earth.
- Aparece disponible como contenido descargable para el juego LittleBigPlanet como parte de "Marvel Costume Kit 5".[92]
- Aparece en el juego en línea para Facebook Marvel: Avengers Alliance como personaje jugable inicial.
- Aparece como personaje jugable en Marvel Superhero Squad Online en dos versiones, la primera como personaje tradicional de Marvel solo para jugadores nivel Agente Junior y la versión de la película de manera libre a la venta para cualquier jugador.
- Aparece como personaje jugable en el videojuego Lego Marvel Super Heroes, con la voz de Laura Bailey.[93] Ella sirve como uno de los personajes principales de la historia.
- Aparece como personaje jugable en el videojuego Lego Marvel Avengers, con la voz de Scarlett Johansson.
- Aparece como personaje descargable en el videojuego  Marvel vs. Capcom: Infinite.[94]
- Aparece como personaje jugable en el juego Fortnite: Battle Royale durante una colaboración conjunto con el estreno de la película Avengers: Endgame durante la Temporada 8 del Capítulo 1. Posteriormente vuelve a salir en la Temporada 4 del Capítulo 2 un nuevo diseño del personaje pero con el traje de color blanco que sale en la película Black Widow de 2021.
- Aparece como personaje jugable en Marvel's Avengers.
- Aparece como personaje jugable en Marvel Contest of Champions, tanto la clásica,[95] como la versión cinematográfica del UCM.[96]